# Bojan Sanković
Bojan Sanković (Knin, 1993. november 21. –) montenegrói labdarúgó, a Nyíregyháza Spartacus játékosa.

## Pályafutása
Tizenkilenc éves korában, 2013. augusztus 3-án igazolt a montenegrói Mladost Podgorica csapatától az Újpest csapatába. A lila-fehér csapatnak hét és fél évig volt tagja, 123 magyar első osztályú bajnokin lépett pályára a klub színeiben, két gólt szerzett. 2014-ben és 2018-ban Magyar Kupát nyert a csapattal. 2020 januárjában a kazah élvonalban szereplő Jertisz Pavlodar csapatához igazolt. 2020 nyarán a Zalaegerszegi TE játékosa lett. 2025-ben a Nyíregyháza Spartacus szerződtette.

## Sikerei, díjai

### Klubcsapatokkal
Zalaegerszegi TE
- Magyar kupagyőztes: 2022–23